# Antonio Folletto
Antonio Folletto (Napoli, 16 febbraio 1988) è un attore italiano.

## Biografia
Diplomato all'Accademia nazionale d'arte drammatica, matura rapidamente una solida esperienza attoriale grazie alla partecipazione a numerosi spettacoli teatrali e a varie produzioni TV. Nel 2012 prende parte al cast della miniserie di Rai 1 Terra ribelle nel ruolo del tenente Edoardo Belmonte. Nel 2015 lo vediamo accanto a Juliette Binoche nel film L'attesa di Piero Messina, nel film TV di Rai 1, Sotto copertura di Giulio Manfredonia e in Limbo di Lucio Pellegrini. Nel 2016 è tra i nuovi protagonisti della seconda stagione di Gomorra - La serie nel ruolo di 'o Principe, e successivamente viene scelto da Carlo Carlei per la serie di Rai 1, I bastardi di Pizzofalcone.
Tra aprile e maggio 2023 è il protagonista, con Maria Pia Calzone, del film SottoCoperta, prodotto da Minerva Pictures, Tile Storytellers, Bronx Film e Flicktales, per la regia di Simona Cocozza. Per il personaggio interpretato in questo film, ha vinto il premio Ferzetti come miglior attore protagonista al Bif&st.

## Vita privata
È stato sposato con l'attrice e modella Matilda Lutz; il 13 settembre 2018 nasce il primo figlio della coppia, Oliver Antonio. La coppia divorzia nel 2022.

## Teatro
- Troisi è sempre Troisi, regia di Paola Orsi (2007)
- Le profetiche sorelle, regia di Kira Ialongo (2010)
- Super Woody, regia di Cristiano Vaccaro (2010)
- Battuta libera, regia di Lorenzo Salveti (2011)
- Consenziente e dissenziente di Bertolt Brecht, regia di Claudio Longhi (2011)
- Il sentiero dei passi pericolosi di Michel Marc Bouchard, regia di Emiliano Russo (2013)
- I mostri, regia di Zsámbéki Gábor (2014)
- I messaggeri, regia di Andrea De Rosa (2014)
- Romeo e Giulietta di William Shakespeare,  regia di Andrea Baracco (2017)

## Filmografia

### Cinema
- Tre tocchi, regia di Marco Risi (2014)
- L'attesa, regia di Piero Messina (2015)
- Ho amici in Paradiso, regia di Fabrizio Maria Cortese (2016)
- L'Avenir, regia di Luigi Pane (2017)
- Capri-Revolution, regia di Mario Martone (2018)
- Un nemico che ti vuole bene, regia di Denis Rabaglia (2018)
- Thanks!, regia di Gabriele di Luca (2019)
- La vacanza, regia di Enrico Iannaccone (2019)
- L'amore non si sa, regia di Marcello Di Noto (2021)
- Come prima, regia di Tommy Weber (2021)
- SottoCoperta, regia di Simona Cocozza (2023)
- Ma chi ti conosce?, regia di Francesco Fanuele (2024)

### Televisione
- Terra ribelle - Il Nuovo Mondo – serie TV (2012)
- Gli anni spezzati – miniserie TV (2014)
- Il restauratore 2 – serie TV, episodio 7 (2014)
- Sotto copertura – serie TV (2015, 2017)
- Limbo, regia di Lucio Pellegrini – film TV (2015)
- Gomorra - La serie – serie TV, 6 episodi (2016)
- I bastardi di Pizzofalcone – serie TV (2017-2023)
- A casa tutti bene - La serie, 16 episodi (2021-in corso)
- Il nostro generale – serie TV, 8 episodi (2023)
- Mica è colpa mia – film TV (2025)